# Bobilla neobivittata
Bobilla neobivittata är en insektsart som beskrevs av Otte, D. och R.D. Alexander 1983. Bobilla neobivittata ingår i släktet Bobilla och familjen syrsor. Inga underarter finns listade i Catalogue of Life.